# The Good Food Institute
The Good Food Institute (terme anglais signifiant « l'Institut pour la Bonne Nourriture »), ou GFI, est une organisation à but non lucratif qui promeut des alternatives végétales et cultivées aux produits d'origine animale, en particulier la viande, les produits laitiers et les œufs,. GFI a été créé en 2016 par l'organisation à but non lucratif Mercy For Animals avec Bruce Friedrich comme directeur général,. GFI compte plus de 150 employés répartis dans six filiales aux États-Unis, en Inde, en Israël, au Brésil, en Asie-Pacifique et en Europe,. GFI est l'un des quatre meilleurs organismes de bienfaisance recommandés par Animal Charity Evaluators en 2022.

## Mission
L'une des principales motivations de GFI est de lutter contre les impacts négatifs de l'élevage, en particulier la contribution de l'industrie au changement climatique, à la résistance aux antibiotiques et à la dégradation de l'environnement,,. Dans ce but, GFI s'efforce de « rendre les protéines alternatives accessibles, abordables et délicieuses », puisque les alternatives végétales et à base d'agriculture cellulaire contribuent beaucoup moins aux problèmes susmentionnés,,.

## Activités
GFI engage des scientifiques, des décideurs politiques et des entrepreneurs dans diverses activités pour faire progresser l'industrie des protéines alternatives, ce qui inclut les fabricants et des distributeurs.

### Accompagnement stratégique
GFI fournit un soutien stratégique aux start-ups, grandes entreprises alimentaires, restaurants et principaux producteurs de viande pour les aider à développer et à promouvoir des protéines alternatives,.

### Recherche scientifique
GFI crée des ressources en libre accès et publie de la recherche scientifique sur les technologies,.

### Étude de marché
GFI publie des rapports annuels sur l'état du marché pour les industries de l'agriculture cellulaire, de la fermentation et des protéines végétales,,. Les rapports de 2020 montrent que :
- Alternatives végétales : les entreprises américaines de viande, d'œufs et de produits laitiers à base de plantes ont levé 2,2 milliards de dollars en 2020, triplant le montant de 2019[18]. La valeur du marché américain de la vente au détail de ce type d'alternatives végétales s'élevait à 7 milliards de dollars en 2020[18],[19].
- Agriculture cellulaire : Les entreprises de viande cultivée ont levé 366 millions de dollars en 2020, multipliant par près de six le montant de 2019[20]. L'industrie est passée de 55 à plus de 70 entreprises[20],[21],[22].
- Fermentation : L'industrie alternative de la fermentation des protéines se compose d'environ 50 entreprises qui ont collectivement attiré des investissements de 587 millions de dollars en 2020[23],[24].

En 2018, la société de recherche à but non lucratif Faunalytics s'est associée à GFI pour étudier l'attitude des consommateurs aux États-Unis à l'égard de la viande cultivée lorsqu'elles sont présentées avec des informations sur ses avantages environnementaux et sociétaux. 66% des répondants ont déclaré qu'ils essaieraient de la viande cultivée ; 53 % en mangeraient à la place de la viande produite de manière conventionnelle ; 46 % en achèteraient régulièrement ; et 40% seraient prêts à payer plus cher pour en avoir,.

### Subventions
GFI gère un programme compétitif de subventions de recherche, pour financer la recherche scientifique en libre accès sur le développement d'alternatives aux produits d'origine animale,. En 2021, GFI a accordé 38 subventions, totalisant plus de 7 millions de dollars,,.

### Conférence
Chaque année en septembre, GFI organise une conférence appelée The Good Food Conference (signifiant « la Conférence pour la Bonne Nourriture »). Elle réunit des leaders de l'industrie, l'investissement, la recherche et la technologie des alternatives aux produits d'origine animale, ainsi que de l'industrie alimentaire traditionnelle,.

### Actions en justice
GFI a intenté des poursuites judiciaires pour contester certaines réglementations, notamment celles qui interdisent aux producteurs d'aliments à base de plantes d'utiliser un étiquetage utilisant une terminologie traditionnellement associée aux produits d'origine animale, tels que « lait de soja » ou « burger végétarien »,,,,,.

## Gouvernance
En 2021, les employés de GFI ont déclaré qu'ils avaient peur d'être ouvertement en désaccord avec la direction par crainte de représailles. Pour cette raison, Animal Charity Evaluators a retiré pendant un an GFI de sa liste des meilleurs organismes de bienfaisance envers les animaux, la rétablissant en 2022,,.
Les évaluateurs de Animal Charity Evaluators ont déclaré en 2022 que depuis leur dernier examen, « la direction [de GFI] a pris une série de mesures, telles que la formation du personnel sur l'utilisation du système de signalement anonyme, la distribution d'un sondage anonyme au personnel demandant des commentaires sur leur confort à exprimer leurs opinions sans crainte de représailles et sur l'utilisation de la ligne d'assistance téléphonique de signalement anonyme, et la fourniture d'une formation anti-représailles à tous les superviseurs et membres du personnel. Sur la base de ces informations limitées, nous avons l'impression que les dirigeants travaillent à remédier à ces situations ».

## Réception
En 2018, GFI a participé à l'accélérateur de startups Y Combinator, bénéficiant d'un financement et d'un accompagnement stratégique,. Y Combinator cite l'agriculture cellulaire et la viande cultivée comme l'une de ses priorités de financement, déclarant que « le monde bénéficiera massivement d'une production de viande plus durable, moins chère et plus saine ».
GFI entretient des liens avec le mouvement altruisme efficace, ayant reçu de l'approbation et un soutien financier de plusieurs organisations affiliées à l'altruisme efficace,,,. Notamment Open Philanthropy a accordé à GFI plusieurs subventions majeures pour soutenir ses opérations générales et son expansion internationale, totalisant 6,5 millions de dollars en août 2021,,.
La Fondation Waking Up de Sam Harris recommande GFI comme l'une de ses principales organisations caritatives,.
En 2022, GFI a été choisie comme l'un des quatre meilleurs organismes de bienfaisance par Animal Charity Evaluators.